# Dirk Bouts
Pour les articles homonymes, voir Bouts.
Dirk Bouts, ou Dieric Bouts, dit aussi Dirk Bouts le Vieux (Haarlem (?), v. 1415 - Louvain, 1475), est un peintre néerlandais actif à l'époque des primitifs flamands.

## Vie
On connaît peu de choses sur cet artiste. La notice biographique que lui consacre Carel van Mander (1604) est, de l'aveu même de l'auteur, très lacunaire. Selon lui il serait né à Haarlem. On ignore qui fut son maître. Ses premières œuvres témoignent de l'influence de Van der Weyden mais également de Petrus Christus.

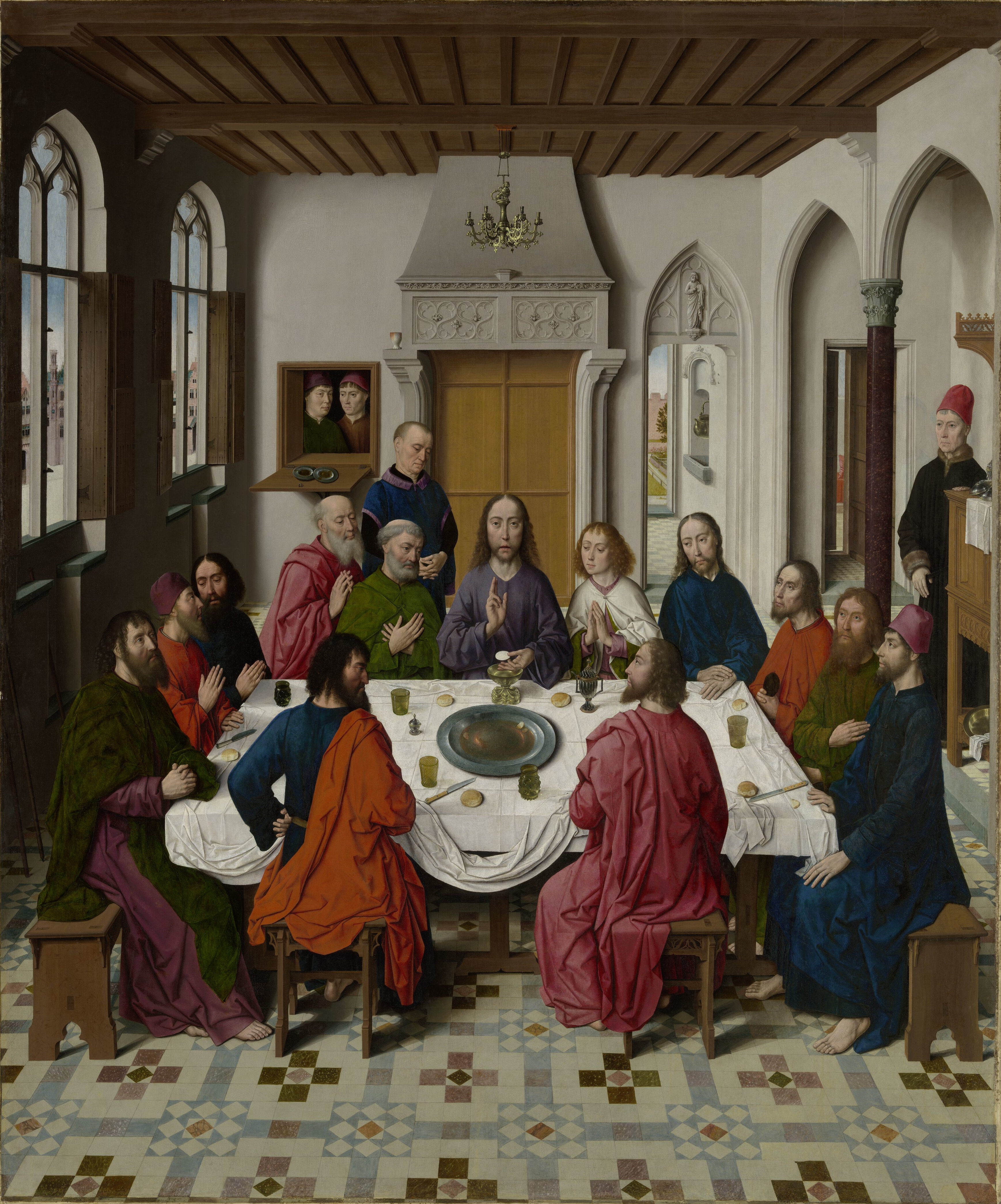
La Dernière Cène, panneau appartenant au retable du Saint Sacrement, illustre l'art de la perspective chez Dirk Bouts.

À la fin des années 1450, il épouse une certaine Katharina van der Brugghen, issue de la bourgeoisie louvaniste, alors en pleine expansion économique et artistique. Il aura d'elle quatre enfants. Ses deux fils, Dirk II ou Dirk le Jeune et Albrecht Bouts, deviendront également peintres.
En 1468, il est nommé peintre officiel de la ville de Louvain. En 1473, deux ans avant sa mort, il épouse en secondes noces Elisabeth Van Voshem.

## Œuvre
Il est célèbre pour ses nombreux tableaux religieux, notamment la Vierge à l'enfant. Ses oeuvres sont.le plus souvent peintes à l'huile sur des panneaux de bois. Sa maîtrise de la perspective est visible dans les décors précis dans lesquels les personnages s’intègrent de façon parfaitement cohérente.
Son triptyque du Jugement dernier, peint vers 1470 et dont les deux volets latéraux sont visible au palais des Beaux-Arts de Lille, a inspiré Jérôme Bosch pour son polyptyque Le paradis et l’enfer conservé au palais des Doges à Venise.

### Catalogue

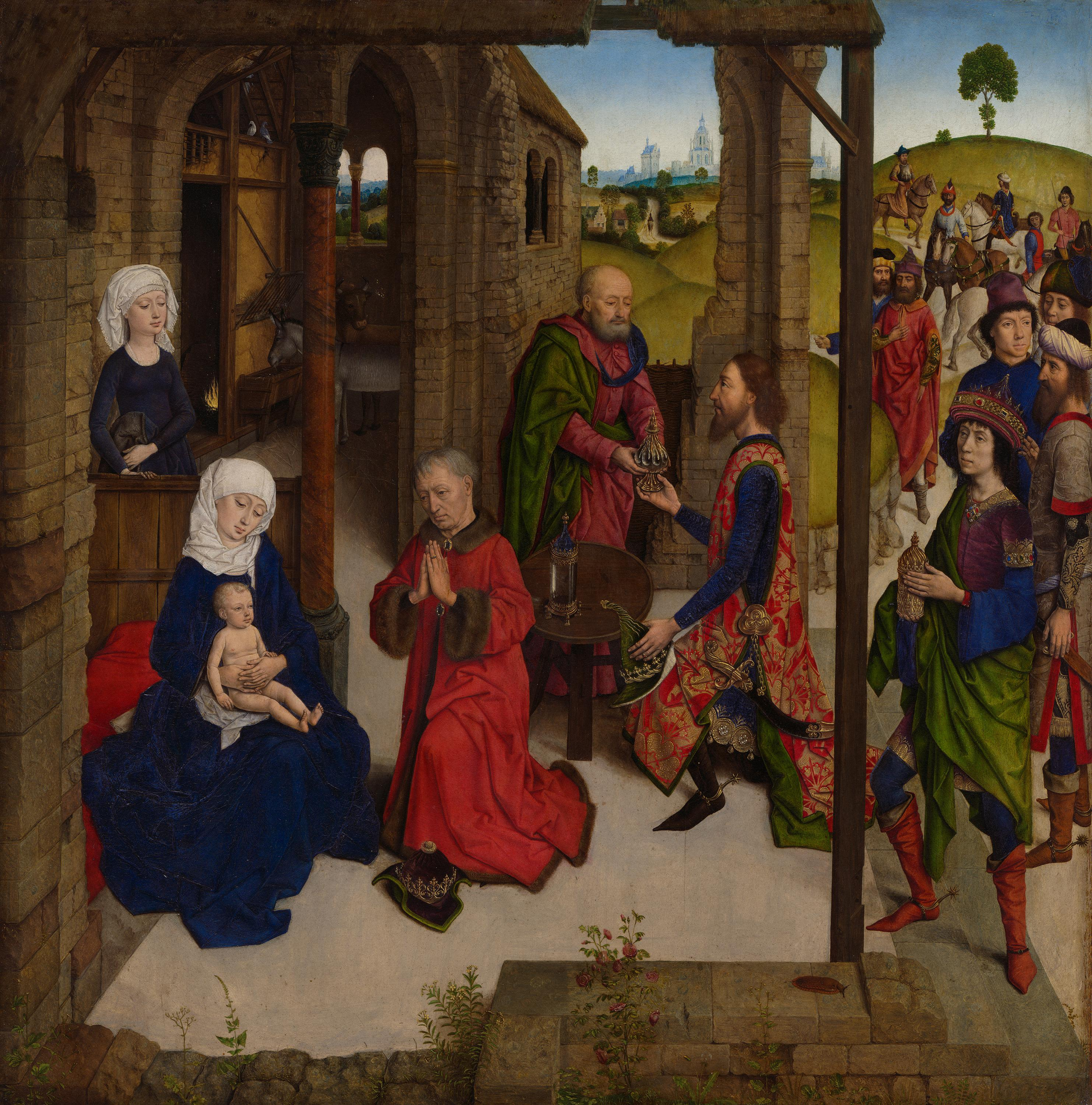
L'adoration des mages, v.1470, Alte Pinakothek

- Retable de la Vierge (1445-1450), Musée du Prado, Madrid
- L'Annonciation (1450-1455), tempera sur lin, 90 x 74,5 cm, Musée J. Paul Getty, Los Angeles
- Triptyque du martyre de saint Erasme (1450-1460), huile sur bois, 82 × 150 cm, collégiale Saint-Pierre, Louvain[2]
- Dîner chez Simon le Pharisien (v.1445-1450), Gemäldegalerie, Berlin
- Vierge à l'Enfant (v.1455), Metropolitan Museum of Art, New York
- La Justice de l'empereur Otton (v.1471 - 1475), Musées royaux des beaux-arts de Belgique, Bruxelles
- Le Couronnement de Marie (1450-1460), Kunsthistorisches Museum, Vienne[3]
- La Mise au tombeau, National Gallery, Londres
- Vierge à l'enfant (1455-1460), bois, 29 × 20 cm, Musée Correr, Venise[4]
- Déploration du Christ (1460), Musée du Louvre, Paris
- Portrait de jeune homme (1462), huile sur bois, 31 × 20 cm, National Gallery, Londres[5]
- Triptyque de la Passion, chapelle royale, Grenade
- Polyptyque du Saint-Sacrement, collégiale Saint-Pierre, Louvain, dont :
  - La Dernière Cène (1464-1468)
  - La Récolte de la manne (1464-1468), huile sur bois de chêne, 87,6 × 70,6 cm
  - La Rencontre d'Abraham et Melchisédech (1464 - 1467)
- La Perle du Brabant (v.1470), huile sur bois, 61 × 113 cm, Alte Pinakothek, Munich
- Triptyque du Jugement dernier, dont :
  - La Chute des damnés (v. 1470), huile sur bois, 115 x 69,5 cm, palais des Beaux-Arts, Lille (originellement panneau latéral droit)
  - L'Ascension des élus (v. 1470), huile sur bois, 115 x 69,5 cm, palais des Beaux-Arts, Lille (originellement panneau latéral gauche)
  - Tête du Christ (juge) (v. 1470), huile sur bois, 22,8 × 19,7 cm, Nationalmuseum, Stockholm (fragment du panneau central)
- L'Annonciation (v.1475-1487), huile sur bois, 47,8 × 33 cm, Musée Czartoryski, Cracovie
- Triptyque du martyre de saint Hippolyte (v.1475), huile sur bois, Musée de la cathédrale Saint-Sauveur, Bruges[6]

## Bibliographie

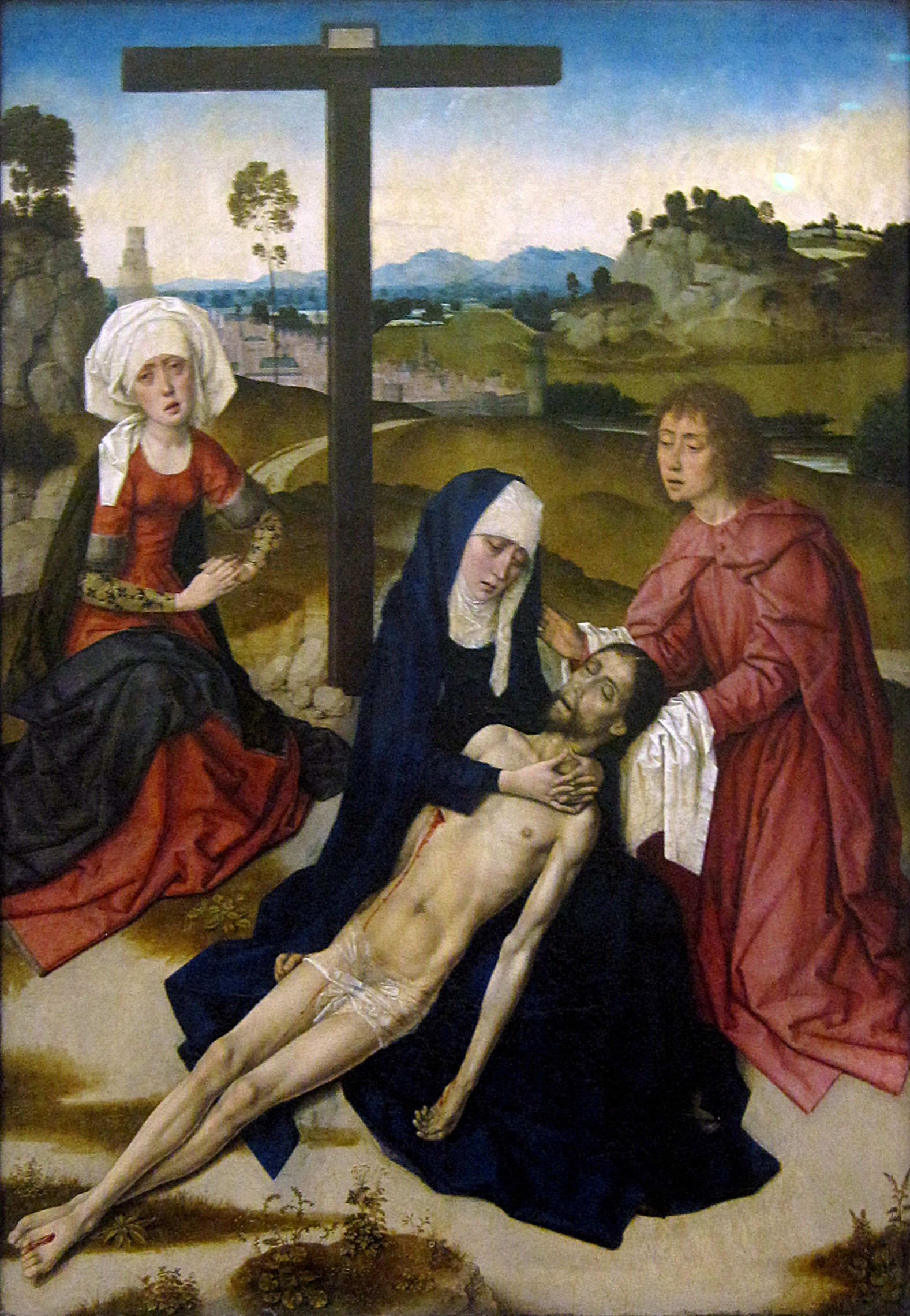
La Déploration du Christ, v.1455-1460, Louvre